# Polihidrid
A polihidrid vagy szuperhidrid különösen nagy hidrogéntartalmú vegyület, amit a nagy hidrogénarány tükröz. Példák erre a FeH5, a LiH6 és a LiH7. Ezzel szemben az ismertebb lítium-hidridben 1 hidrogén van.
A polihidridek jelenlegi ismeretek szerint csak nagy nyomáson stabilak.
A polihidridek fontosak, mivel nagy hidrogénsűrűségű anyagokat alkothatnak. Hasonlíthatnak a fémes hidrogénre, de alacsonyabb nyomáson is előállíthatók. Szupravezetők lehetnek. A Hidrogén-szulfid nagy nyomáson SH3 egységeket alkothat, és 203 K (−70 °C) hőmérsékleten és 150 gigapascal nyomáson szupravezető.

## Szerkezetek

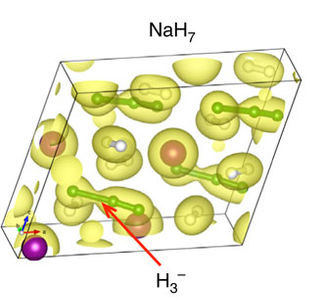
A H_{3}^{−} komplexeket tartalmazó NaH_{7} elemi cellája. Az izofelszín színes gömbjei 0,07 elektron/Å^{3} sűrűséggel megjelenítve. Egy H_{2} molekula kapcsolódik a NaH egység hidrogénjéhez 1,25 Å-ös kötéssel, lineáris H_{3}^{−} aniont alkotva.

Az alkáliföldfémek és alkálifémek polihidridjei zárt szerkezetet alkotnak. Ezek H−, H2 vagy H−3 egységekbe állhatnak. Az átmenetifém-polihidridekben a hidrogénatomok a központi fém köré rendeződhetnek. Számítások szerint a több hidrogén csökkenti a fémek elrendeződésének dimenzióit, így hidrogénnel elválasztott lapok jelennek meg. A H−3 szerkezet lineáris.
A H+3 háromszögletű lehet a H5Cl-ban.

## Vegyületek
Nátrium-hidrid hidrogénes összenyomása NaH3-et és NaH7-et ad. Ezek 30 GPa nyomás alatt, 2100 K-en keletkeznek.
Egy fém ammónia-boránnal való összenyomásakor nincs hidrogénfelhasználás, ekkor a polihidrid mellett bór-nitrid keletkezik.
| Képlet | Név                     | T °C | p GPa   | Kristályszerkezet | Tércsoport | a Å     | b       | c       | β      | Cellatérfogat | Elemi cella képletegységei | Tc K      | Megjegyzés                | Források             |
| ------ | ----------------------- | ---- | ------- | ----------------- | ---------- | ------- | ------- | ------- | ------ | ------------- | -------------------------- | --------- | ------------------------- | -------------------- |
| LiH2   | lítium-dihidrid         | 27   | 130     |                   |            |         |         |         |        |               |                            |           |                           | [ 4 ]                |
| LiH6   | Lítium-hexahidrid       |      |         |                   |            |         |         |         |        |               |                            |           |                           | [ 1 ]                |
| LiH7   | Lítium-heptahidrid      |      |         |                   |            |         |         |         |        |               |                            |           |                           | [ 1 ]                |
| NaH3   | nátrium-trihidrid       |      |         | ortorombos        | Cmcm       | 3.332 Å | 6.354 Å | 4.142 Å | 90     | 87,69         | 4                          |           |                           | [ 2 ]                |
| NaH7   | nátrium-heptahidrid     |      |         | monoklin          | Cc         | 6,99    | 3,597   | 5,541   | 69,465 | 130,5         |                            |           |                           | [ 2 ]                |
| CaHx   |                         | 500  | 22      | kettős hatszög    |            |         |         |         |        |               |                            |           |                           | [ 5 ]                |
| CaHx   |                         | 600  | 121     |                   |            |         |         |         |        |               |                            |           |                           | [ 5 ]                |
| SrH6   |                         |      |         | pszeudoköbös      | Pm3m       |         |         |         |        |               |                            |           | félvezető fémes > 220 GPa | [ 6 ]                |
| Sr3H13 |                         |      |         |                   | C2/m       |         |         |         |        |               |                            |           |                           | [ 6 ]                |
| SrH22  |                         |      | 138     | triklin           | P1         |         |         |         |        |               |                            |           |                           | [ 6 ]                |
| BaH12  | Bárium-dodekahidrid     |      | 75      | pszeudoköbös      |            | 5,43    | 5,41    | 5,37    |        | 39,48         |                            | 20K       |                           | [ 7 ] [ 8 ]          |
| FeH5   | vas-pentahidrid         | 1200 | 66      | tetragonális      | I4/mmm     |         |         |         |        |               |                            |           |                           | [ 1 ]                |
| H3S    | kén-trihidrid           | 25   | 150     | köbös             | Im3m       |         |         |         |        |               |                            | 203K      |                           | [ 9 ]                |
| H3Se   | Szelén-trihidrid        |      | 10      |                   |            |         |         |         |        |               |                            |           |                           | [ 10 ]               |
| YH4    | ittrium-tetrahidrid     | 700  | 160     |                   | I4/mmm     |         |         |         |        |               |                            |           |                           | [ 11 ]               |
| YH6    | ittrium-hexahidrid      | 700  | 160     |                   | Im-3m      |         |         |         |        |               |                            | 224       |                           | [ 11 ] [ 12 ] [ 13 ] |
| YH9    | ittrium-nonahidrid      | 400  | 237     |                   | P63/mmc    |         |         |         |        |               |                            | 243       |                           | [ 11 ]               |
| LaH10  | Lantán-dekahidrid       | 1000 | 170     | köbös             | Fm3m       | 5,09    | 5,09    | 5,09    |        | 132           | 4                          | 250K      |                           | [ 14 ] [ 15 ]        |
| LaH10  | Lantán-dekahidrid       | 25   | 121     | Hexagonális       | R3m        | 3,67    | 3,67    | 8,83    |        |               | 1                          |           |                           | [ 14 ]               |
| LaD11  | Lantán-undekahidrid     | 2150 | 130-160 | Tetragonális      | P4/nmm     |         |         |         |        |               |                            | 168       |                           | [ 15 ]               |
| LaH12  | Lantán-dodekahidrid     |      |         | Köbös             |            |         |         |         |        |               |                            | szigetelő |                           | [ 15 ]               |
| LaH7   | Lantán-heptahidrid      | 25   | 109     | monoklin          | C2/m       | 6,44    | 3,8     | 3,69    | 135    | 63,9          | 2                          |           |                           | [ 14 ]               |
| CeH9   | Cérium-nonahidrid       |      | 93      | hexagonális       | P63/mmc    | 3,711   |         | 5,543   |        | 33,053        |                            | 100K      |                           | [ 16 ]               |
| CeH10  | Cérium-dekahidrid       |      |         |                   | Fm3m       |         |         |         |        |               |                            | 115K      |                           | [ 17 ]               |
| PrH9   | Prazeodímium-nonahidrid |      | 90-140  |                   | P63/mmc    | 3,60    |         | 5,47    |        | 61,5          |                            | 55K 9K    |                           | [ 18 ] [ 19 ]        |
| PrH9   | Prqzeodímium-nonahidrid |      | 120     |                   | F43m       | 4.98    |         |         |        | 124           |                            | 69K       |                           | [ 18 ]               |
| NdH4   | Neodímiun-tetrahidrid   |      | 85-135  | tetragonális      | I4/mmm     | 2,8234  |         | 5,7808  |        |               |                            |           |                           | [ 20 ]               |
| NdH7   | Neodímium-heptahidrid   |      | 85-135  | monoklin          | C2/c       | 3,3177  | 6,252   | 5,707   | 89,354 |               |                            |           |                           | [ 20 ]               |
| NdH9   | Neodímium-nonahidrid    |      | 110-130 | hexagonális       | P63/mmc    | 3,458   |         | 5,935   |        |               |                            |           |                           | [ 20 ]               |
| EuH4   |                         |      | 50-130  |                   | I4/mmm     |         |         |         |        |               |                            |           |                           | [ 21 ]               |
| Eu8H46 |                         | 1600 | 130     | cubic             | Pm3n       | 5.865   |         |         |        |               |                            |           |                           | [ 21 ]               |
| EuH9   | Európium-nonahidrid     |      | 86-130  | köbös             | F43m       |         |         |         |        |               |                            |           |                           | [ 21 ]               |
| EuH9   | Európium-nonahidrid     |      | >130    | hexagonális       | P63/mmc    |         |         |         |        |               |                            |           |                           | [ 21 ]               |
| ThH4   | Tórium-tetrahidrid      |      | 86      |                   | I4/mmm     | 2,903   |         | 4,421   |        | 57,23         | 2                          |           |                           | [ 3 ]                |
| ThH4   | Tórium-tetrahidrid      |      | 88      | trigonális        | P321       | 5,500   |         | 3,29    |        | 86,18         |                            |           |                           | [ 3 ]                |
| ThH4   | Tórium-tetrahidrid      |      |         | ortorombos        | Fmmm       |         |         |         |        |               |                            |           |                           | [ 3 ]                |
| ThH6   | Tórium-hexahidrid       |      | 86-104  |                   | Cmc21      |         |         |         |        | 32,36         |                            |           |                           | [ 3 ]                |
| ThH9   | Tórium-nonahidrid       | 2100 | 152     | hexagonális       | P63/mmc    | 3,713   |         | 5,541   |        | 66,20         |                            |           |                           | [ 3 ]                |
| ThH10  | Tórium-dekahidrid       | 1800 | 85-185  | köbös             | Fm3m       | 5,29    |         |         |        | 148,0         |                            | 161       |                           | [ 3 ]                |
| ThH10  | Tórium-dekahidrid       |      | <85     |                   | Immm       | 5,304   | 3,287   | 3,647   |        | 74,03         |                            |           |                           | [ 3 ]                |
| UH7    | Urán-heptahidrid        | 2000 | 63      | lapcentrált köbös | P63/mmc    |         |         |         |        |               |                            |           |                           | [ 22 ]               |
| UH8    | Urán-oktahidrid         | 300  | 1-55    | lapcentrált köbös | Fm3m       |         |         |         |        |               |                            |           |                           | [ 22 ]               |
| UH9    | Urán-nonahidrid         |      | 40-55   | lapcentrált köbös | P63/mmc    |         |         |         |        |               |                            |           |                           | [ 22 ]               |

### Feltételezett vegyületek
Matematikai kémia alapján sok más polihidrid lehetséges (például LiH8, LiH9, LiH10, CsH3, KH5, RbH5, RbH9, NaH9, BaH6, CaH6, MgH4, MgH12, MgH16, SrH4, SrH10, SrH12, a ScH4, a ScH6, a ScH8, az YH4, az YH6, az YH24, a LaH8, LaH10, YH9, LaH11, CeH8, CeH9, CeH10, PrH8, PrH9, ThH6, ThH7, ThH10, U2H13, UH7, UH8, UH9, AlH5, GaH5, InH5, SnH8, SnH12, SnH14, PbH8, a már ismert SiH8, GeH8 (de lehet, hogy a Ge3H11 a stabil), AsH8, SbH4, BiH4, BiH5, BiH6, H3Se, H3S, Te2H5, TeH4, PoH4, PoH6, H2F, H3F, H2Cl, H3Cl, H5Cl, H7Cl, H2Br, H3Br, H4Br, H5Br, H5I, XeH2, XeH4).
200 GPa nyomáson a C2/m szerkezetű VH8 szupravezetési hőmérséklete feltehetően 71,4 K. A P63/mmm szerkezetű VH5 átmeneti hőmérséklete alacsonyabb.

## Tulajdonságok

### Szupravezetés
Elegendően nagy nyomás alatt a polihidridek szupravezetők. Ezek jellemzői a nagy fononfrekvencia, mely könnyű elemek és erős kötések esetén jellemző. A hidrogén a legkönnyebb, így ennek legnagyobb a vibrációs frekvenciája. Még a deutérium használata is csökkenti a frekvenciát és az átmeneti hőmérsékletet. A több hidrogént tartalmazó vegyületek jobban hasonlítanak a jósolt fémes hidrogénre. Azonban a szupravezetők szimmetriája is nagy, elektronjaik nincsenek alegységekbe zárva, továbbá sok elektronjuk a Fermi-szint közelében van. Ezenkívül elektron-fonon kapcsolás is kell, melyhez az elektromos tulajdonságok hidrogénatomok mechanikai helyzetéhez való kötése szükséges. A legmagasabb kritikus hőmérséklet feltehetően a periódusos rendszer 3. és 13. csoportjára jellemző. A későbbi átmenetifémek, a nehéz lantanoidák vagy aktinoidák a szupravezetésre ható d- és f-elektronokkal rendelkeznek.
Például a LiH6 150 GPa nyomáson, 38 K alatt szupravezető. A feltételezett LiH8 átmeneti hőmérséklete 200 GPa-on feltételezések szerint 31 K. A MgH6 előrejelzett Tc-e 400 K 300 GPa-on. A CaH6 előrejelzett Tc-e 120 GPa-on 260 K. A PH3-dópolt H3S Tc-e a szilárd ként tartalmazó H3S-nél mért 203 K felett lehet. A ritkaföldfém- és aktinoida-polihidridek Tc-e is magas lehet, például ThH10 esetén 241 K. Az UH8, melynek nyomása szobahőmérsékleten bomlás nélkül csökkenthető, feltételezett Tc-e 193 K. Az AcH10, ha előállítható, 204 K feletti hőmérsékleten szupravezető lehet, és hasonlóan vezető lehet alacsonyabb nyomáson (150 GPa).
A H3Se van der Waals-szilárd anyag, tényleges képlete 2 H2Se·H2, mért Tc-e 105 K 135 GPa nyomáson.

### Terner szuperhidridek
A terner szuperhidridek sokkal több képletet tesznek lehetővé. Például a Li2MgH16 magas hőmérsékleten, akár 200 °C-on is szupravezető lehet. Egy lantánból, bórból és hidrogénből álló vegyület feltételezések szerint „forró” (550 K) szupravezető. Egyes elemek másokat helyettesíthetnek, módosítva a tulajdonságokat, például a (La,Y)H6 és a (La,Y)H10 Tc-e kicsit magasabb lehet az YH6-énél vagy a LaH10-énél.

## Fordítás
Ez a szócikk részben vagy egészben  a   Polyhydride című angol Wikipédia-szócikk ezen változatának fordításán alapul.  Az eredeti cikk szerkesztőit annak laptörténete sorolja fel. Ez a jelzés csupán a megfogalmazás eredetét és a szerzői jogokat jelzi, nem szolgál a cikkben szereplő információk forrásmegjelöléseként.